# Malkaridae
Malkaridae Davies, 1980 è una famiglia di ragni appartenente all'infraordine Araneomorphae.

## Etimologia
Non è ben chiara l'etimologia di questa famiglia; comunque è una coincidenza degna di nota l'omonimia fra il genere principale Malkara, descritto nel 1980 nella regione del Queensland in Australia, e il missile anticarro denominato appunto Hornet Malkara, che il Regno Unito, negli anni cinquanta del secolo scorso, diede da progettare e costruire proprio all'esercito australiano nella medesima regione.

## Distribuzione
Diffuso in varie regioni dell'Australia, in Tasmania, Cile e Argentina.

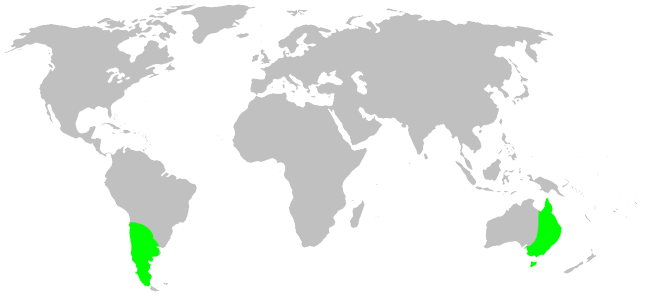
Malkaridae, distribuzione

## Tassonomia
A seguito di un lavoro dell'aracnologo Dimitrov e altri del 2017 i generi dell'ex-famiglia Pararchaeidae sono confluiti in questa famiglia incrementandone il numero da 4 a 11.
Attualmente, a novembre 2020, si compone di 13 generi e 57 specie:
- Anarchaea Rix, 2006 - Tasmania, Australia (Nuovo Galles del Sud, Queensland)
- Carathea Moran, 1986 - Tasmania
- Chilenodes Platnick & Forster, 1987 - Cile, Argentina
- Flavarchaea Rix, 2006 - Australia (Nuovo Galles del Sud, Queensland, Victoria, Australia meridionale e Australia occidentale), Tasmania, Nuova Caledonia
- Forstrarchaea Rix, 2006 - Nuova Zelanda
- Malkara Davies, 1980 - Queensland (Australia)
- Nanarchaea Rix, 2006 - Australia (Nuovo Galles del Sud, Queensland, Victoria), Tasmania
- Ozarchaea Rix, 2006 - Australia (Nuovo Galles del Sud, Australia occidentale, Queensland), Nuova Zelanda, Tasmania
- Pararchaea Forster, 1955 - Nuova Zelanda
- Perissopmeros Butler, 1932 - Nuovo Galles del Sud, Victoria (Australia)
- Tingotingo Hormiga & Scharff, 2020 - Nuova Zelanda
- Westrarchaea Rix, 2006 - Australia occidentale
- Whakamoke Hormiga & Scharff, 2020 - Nuova Zelanda